# کومونو، میئه
کومونو، میئه (به لاتین: Komono, Mie) یک منطقهٔ مسکونی در ژاپن است که در Mie District واقع شده‌است. کومونو ۱۰۶٫۸۹ کیلومترمربع مساحت و ۴۰٬۲۸۹ نفر جمعیت دارد.